# 가희 (음반)
《가희》(일본어: 歌姫 우타히메[*])는 일본의 가수 나카모리 아키나(中森明菜)의 첫 번째 커버 음반으로 1994년 3월 24일에 발매하였다. (CD: MVCD-12, CT: MVTD-6) 이전 가수들이 이미 발매한 곡들을 나카모리가 자신의 스타일로 커버했다. 이 음반은 오리콘 주간 음반차트에서 최고순위 5위를 달성하였다.

## 수록곡
| #            | 제목                                                                                                  | 작사                  | 작곡            | 편곡         | 재생 시간 |
| ------------ | --- | --------------------- | --------------- | ------------ | --------- |
| 1.           | 〈〈춤은 잘 출 수 없는〉(ダンスはうまく踊れない 단스와우마쿠오도레나이[*])〉 (원곡: 이시하라 세리)    | 이노우에 요스이       | 이노우에 요스이 | 센주 아키라  | 4:44      |
| 2.           | 〈〈번뇌의 다리〉(愛染橋 아이젠바시[*])〉 (원곡: 야마구치 모모에)                                     | 마츠모토 다카시       | 호리우치 다카오 | 센주 아키라  | 4:42      |
| 3.           | 〈〈짝사랑〉(片想い 가타오모이[*])〉 (원곡: 나카오 미에)                                              | 야스이 카즈미         | 가와구치 마코토 | 센주 아키라  | 4:43      |
| 4.           | 〈〈사추기〉(思秋期 시슈키[*])〉 (원곡:이와사키 히로미)                                               | 아쿠 유               | 미키 다카시     | 센주 아키라  | 4:54      |
| 5.           | 〈〈만나고 싶어서, 만나고 싶어서〉(逢いたくて逢いたくて 아이타쿠테 아이타쿠테[*])〉 (원곡: 소노 마리) | 이와타니 토키코       | 미야가와 히로시 | 센주 아키라  | 4:05      |
| 6.           | 〈〈종착역〉(終着駅 슈차쿠에키[*])〉 (원곡: 오쿠무라 치요)                                            | 센케 카즈야           | 하마 케이스케   | 센주 아키라  | 4:04      |
| 7.           | 〈〈마법의 거울〉(魔法の鏡 마호노카가미[*])〉 (원곡: 마츠토야 유미)                                   | 마츠토야 유미         | 마츠토야 유미   | 센주 아키라  | 3:59      |
| 8.           | 〈〈보람〉(生きがい 이키가이[*])〉 (원곡: 유키 사오리)                                                | 야마가미 미치오       | 시부야 다케시   | 센주 아키라  | 4:05      |
| 9.           | 〈〈나는 바람〉(私は風 와타시와카제[*])〉 (원곡: 카르멘 마키 & OZ)                                    | Maki Annette Lovelace | 가스가 히로후미 | 센주 아키라  | 10:07     |
| 총 재생 시간 | 총 재생 시간                                                                                          | 총 재생 시간          | 총 재생 시간    | 총 재생 시간 | 46:20     |